# 反应视频
反应视频，也称reaction视频、反应类视频、观看反应类视频，是指一人或多人对特定内容作出反应的视频形式，常展现人们对电视剧、电影预告片、音樂錄影帶、新闻等内容的情感反应、批评或评论。根据热播综艺节目、电视剧、动漫等视频内容制作的反应视频在YouTube等视频托管平台以及Twitch等直播平台上非常流行。视频中的人物可能知道也可能不知道自己正被录制。有时，反应视频中会同时插入被反应的内容；然而，反应视频中这种做法是否侵权的问题引发了广泛争议。

## 法律
反应视频常常使用「画中画」形式，同时包括反应者和原作品的画面，故反应视频是否以及在何种情况下构成美国法律中的合理使用，而非对原内容的侵权常引发讨论。

### 判例
2023年，哔哩哔哩在一起版权纠纷案中，因站内有与《山河令》相关的反应视频而败诉，并被判赔偿优酷35万元。优酷指控哔哩哔哩未能及时下架侵权内容，并认为这些视频是对原作的直接替代，不构成合理使用；哔哩哔哩则辩称这些内容属于二次创作且未主动编辑、推荐。上海市杨浦区人民法院审理认定，反应视频不构成合理使用，且其创作者未获授权，因此属于侵害涉案作品信息网络传播权的行为。